# Puebla de Arenoso
Puebla de Arenoso es un municipio de la Comunidad Valenciana, España. Está situado en la provincia de Castellón, en la comarca del Alto Mijares. Cuenta con una población de 174 habitantes (INE 2024). Se trata de un municipio hispanófono, en el que el español cuenta con el predominio lingüístico reconocido legalmente.

## Geografía
Sus características geográficas están determinadas por el río Mijares y sus afluentes que han conformado la orografía del valle. En Puebla de Arenoso se pueden encontrar variedad de paisajes: río, pantano, barrancos, fuentes, huertos, bosques, monte bajo, roquedos, etc. Respecto a la fauna es de destacar la diversidad de especies nidificantes de aves y mariposas.
Con una altitud que oscila entre los 600 m s. n. m. en el pantano hasta los 1013 del monte Sabina o loma La Grana se disfruta de un clima suave y benigno.
Se accede por las carreteras CV-20, CV-207 y CV-208.

### Pedanías
En el término municipal de Puebla de Arenoso se encuentran las pedanías de Los Calpes, Los Cantos y La Monzona.

### Localidades limítrofes
Cortes de Arenoso, Montanejos y Fuente la Reina todas ellas en la provincia de Castellón y San Agustín, Olba y Fuentes de Rubielos de la provincia de Teruel.

## Historia
Se tiene ya noticia de este pueblo cuando el último gobernador almohade de Valencia, Zayd Abu Zayd, se confederó con Jaime I el Conquistador, renegando de su religión y convirtiéndose al cristianismo.
Hizo un acuerdo de vasallaje en 1229 con Jaime I por el cual el rey de Aragón le dio permiso para conquistar y poblar cuantos lugares y castillos consiguiera dentro del territorio musulmán valenciano. En 1232 cuando Abú Zayd y Jaime I ratifican en Teruel el compromiso adquirido, reconociendo el primero los favores recibidos y la renuncia a todas las rentas que sobre Valencia y su término se habían reconocido en 1229; al rey aragonés se le facilitaba así la toma de Valencia.
Abú Zayd casó a su hija, Doña Alda Fernández, que aportaría probablemente como dote el castillo, con Don Blasco Eximénez de Tarazona hijo de Eximén Pérez de Tarazona, que estaba al frente de la mesnada aragonesa que constituía la fuerza militar de Abú Zayd, tras lo cual mudaron su apellido Tarazona en "Arenoso".

La repoblación del Señorío de Arenoso se hizo con cristianos viejos y procedentes de Aragón. El 8 de agosto de 1317 se otorga carta-puebla o de lugar, disfrutando de franquicias que no tenía todo el término jurisdiccional del castillo.
En 1462 perteneciendo el castillo al Infante Jaime de Aragón, éste fue sitiado y desmantelado por las fuerzas valencianas que llevaron la guerra con dureza a estas tierras, a resultas de lo cual sus gentes se repartieron en diversos núcleos de casas, uno de ellos, el que constituye el enclave actual de Puebla de Arenoso. En 1464 el rey Juan II confiscó la Baronía de Arenós, incorporándola a la Corona, pasando posteriormente a pertenecer al Ducado de Villahermosa.
Hasta comienzos del siglo XX fue una próspera población, llegando a alcanzar los 2.000 habitantes. Como tantos otros en España durante este siglo, en sucesivas oleadas de emigración se fue despoblando. Actualmente afronta la realidad rural del siglo XXI como otros pueblos del interior castellonense.

## Peculiaridades
Puebla de Arenoso es el único municipio de toda la Comunidad Valenciana que consta de una plaza triangular. 

## Administración
1243, 9 marzo:                      Petrus Petri alcayt d'Arenoso
1279, 13 julio:                        Garsias Eximini de Tarazona alcaidus de Arenoso
1876, 6 de octubre:               El alcalde, José Morte
1933:                                     Alcalde, D. Pedro Navarro Segura
1937:                                    Alcalde, Vicente Gargallo Calpe
1957, 13 octubre:                  Alcalde D. Antonio Pérez Gil
1973;                                     Alcalde D. Antonio Pérez Gil
| Periodo   | Nombre                                                            | Partido               |
| --------- | ----------------------------------------------------------------- | --------------------- |
| 1995-1999 | Perpetua Salvador Forés                                           |                       |
| 1999-2003 | Pedro Moliner Zarzoso                                             | PSOE o Independiente? |
| 2003-2007 | Juan M. Collado Salvador                                          | PSPV-PSOE             |
| 2007-2011 | Eusebio Boronat Calpe                                             | PP                    |
| 2011-2015 | Montserrat González Beltrán                                       | PP                    |
| 2015-2019 | Montserrat González Beltrán                                       | PP                    |
| 2019-2023 | Joan Piñana Mormeneo (2019-2020) Mateo Luna Benedicto (2020-2023) | AEPCMC                |

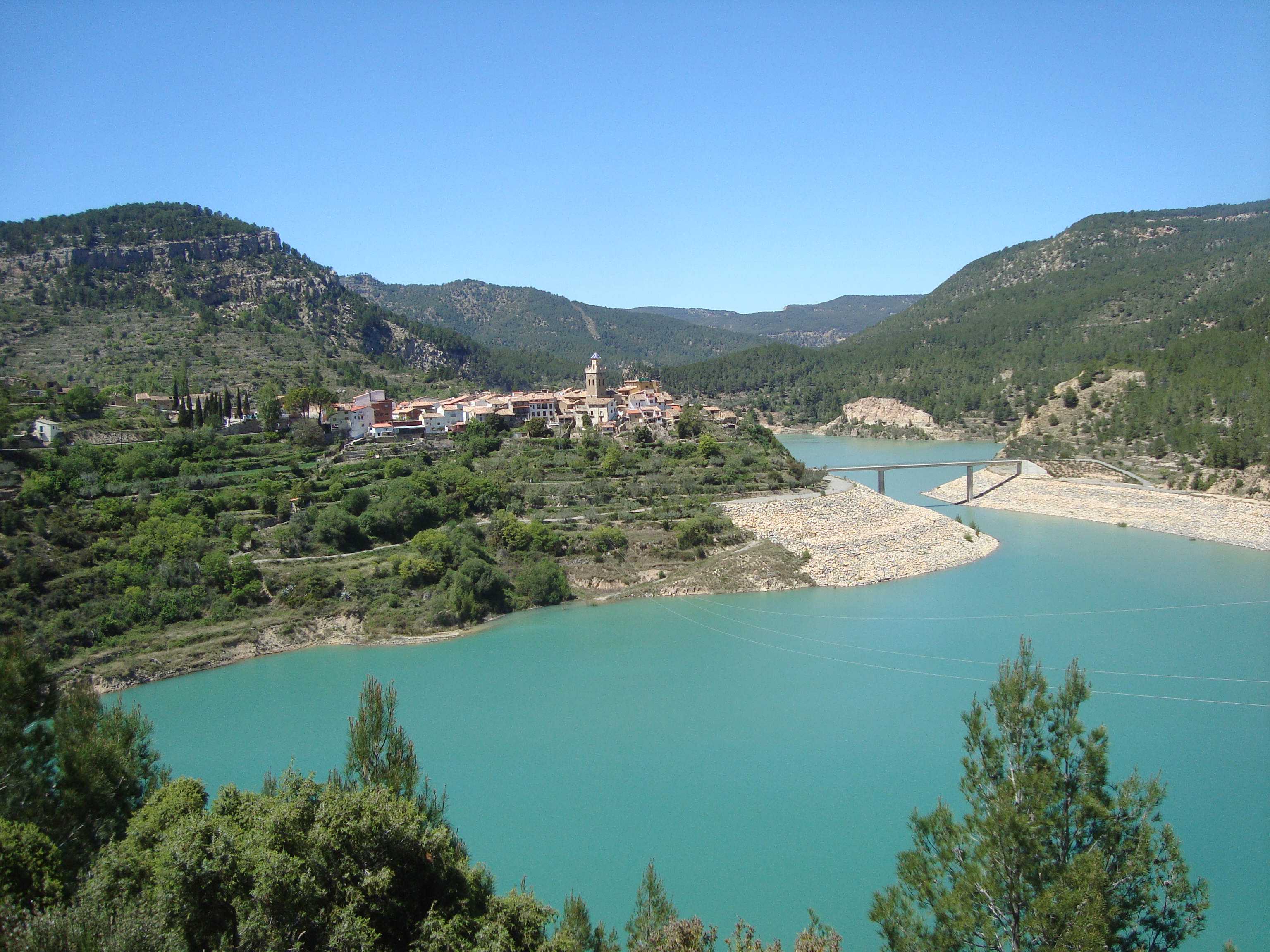
Panorámica de Puebla de Arenoso (Castellón).

| 2023-act. | Jesús Salvador de los Ángeles (2023-)                             | Partido Popular (PP)  |

## Demografía
Puebla de Arenoso cuenta con una población de 174 habitantes (INE 2024).
| Gráfica de evolución demográfica de Puebla de Arenoso entre 1842 y 2021 |
| |
| Población de derecho según los censos de población del INE Población de hecho según los censos de población del INEEntre el censo de 1857 y el anterior, disminuye el término del municipio porque independiza a Campos de Arenoso. |

| 1990 | 1992 | 1994 | 1996 | 1998 | 2000 | 2002 | 2004 | 2005 | 2006 | 2007 | 2019 |
| ---- | ---- | ---- | ---- | ---- | ---- | ---- | ---- | ---- | ---- | ---- | ---- |
| 225  | 205  | 203  | 178  | 173  | 164  | 164  | 158  | 169  | 184  | 209  | 158  |

## Economía
Basada tradicionalmente en la agricultura de secano, predominando el cultivo del almendro y el olivo, y la ganadería ovina y bovina, así como la apicultura.

## Monumentos

### Monumentos religiosos
- Iglesia Parroquial. Dedicada a Nuestra Sra. de los Ángeles. Está ubicada en la plaza del pueblo, delante del ayuntamiento.
- Ermita de Santa Bárbara. De una nave, arcos de medio punto en el frente y los laterales. La fábrica es de mampostería con piedra en esquinas y arcos.
- Ermita San Cristóbal. La ermita se halla enclavada en la cúspide que lleva su nombre. Su construcción es gótica. De lo que era la ermita sólo se conservan los arcos, parte de los muros y la puerta.
- Ermita de la Virgen de los Ángeles.
- Ermita de Santo Tomas.
- Ermita de Nuestra Señora de Loreto. La ermita se encuentra situada a la entrada del pueblo.

### Monumentos civiles

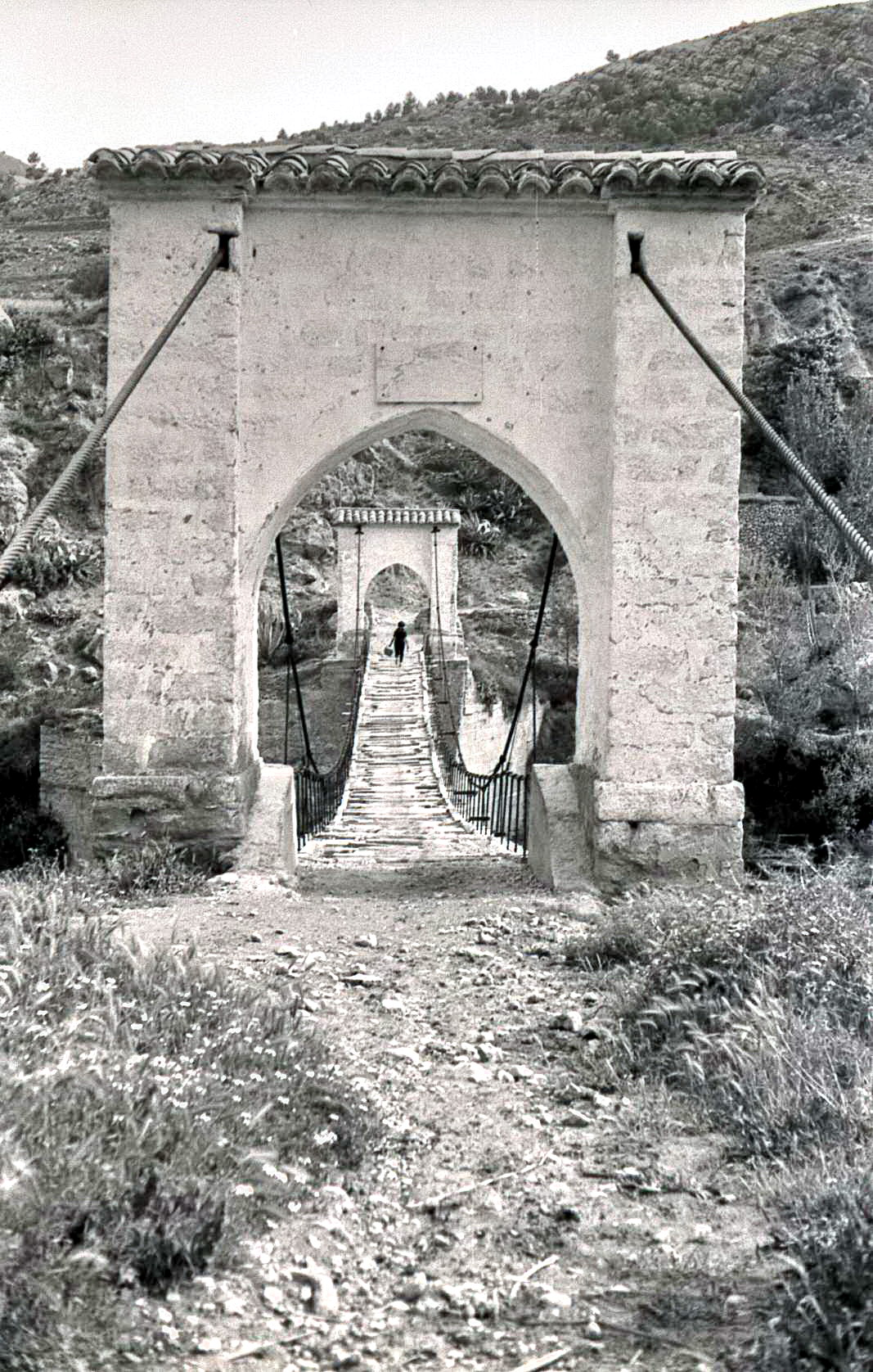
Puente Colgante en 1966.

- Ayuntamiento. La casa del Ayuntamiento tiene estructura palaciega del siglo XVII de mampostería y sillería.

- Casco antiguo. Conjunto compuesto prácticamente por la totalidad del pueblo, el trazado es topográfico medieval y orientada su confluencia hacia la plaza.

- Castillo de Arenoso o de La Viñaza. De origen árabe. Puede considerarse como el centro de fortificaciones y de población musulmana durante el primer tramo del Mijares. Está situado en una atalaya y desde él se domina el alto valle del Mijares.

- Puente Colgante. Fue inaugurado en 1894 para servir de paso sobre el río Mijares al Camino Real que atraviesa la villa de Puebla de Arenoso. La fotografía fue tomada en el verano de 1966. A principios del siglo XXI quedó en desuso y se encuentra destruido. Debido a las subidas y bajadas del nivel de agua del pantano de Arenós el terreno sobre el que descansa el pueblo se estaba hundiendo. Por ese motivo la Generalidad Valenciana ordenó las obras de contención del embalse. Para evitar perder parte del patrimonio el ayuntamiento hizo desmontar los restos del puente numerándolos con la intención de reconstruirlo unos kilómetros más arriba.

## Lugares de interés

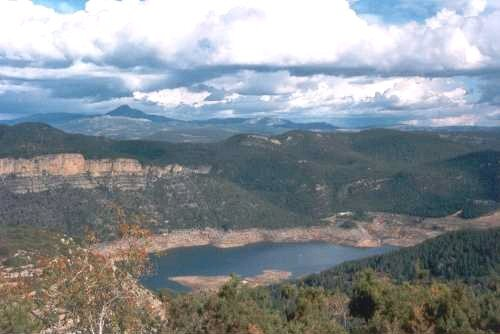
Embalse de Arenoso.

- El Chorrador y la balsa umbría. Manantial con formación de toba. Bosque mediterráneo: roble, carrasca, madroño, aladierno, jaras, etc.
- Pozo de Las Palomas. Piscina natural de 200 metros aguas abajo del Molino de Los Peiros. Vegetación de ribera.
- Mas de La Ardachera. Masía situada en el barranco del mismo nombre que cuenta con un ejemplar único de alcornoque centenario.
- Fuente del Almajal. Zona recreativa con vegetación de ribera, chopos, olmos, juncos, cola de caballo, culantrillo, majuelos, cornejos, etc.
- Mas de Aceite. Conjunto de mases tradicionales. Vistas panorámicas; Peñagolosa, Cabezo de las Cruces, barranco de Palos.
- Peña Giberte y Barranco de la Maimona. Espectacular farallón sobre el río Maimona. Aves y vegetación rupícola.
- Molino de Los Peirós. Molino de agua a orillas del río Mijares en el límite de Aragón. Paraje pintoresco. Huerta arbolada, vegetación de ribera.
- Los Planos - La Cobatilla. Tierras altas de secano cortadas por el río Maimona mediante un impresionante barranco. Almendros, pinares, bosque mediterráneo, vegetación de ribera.
- La Fuente Baja. Área recreativa con merendero.

Existen otras fuentes, como las de la Serrana, la Salud, la Umbría, los Caños y San Miguel.

## Fiestas

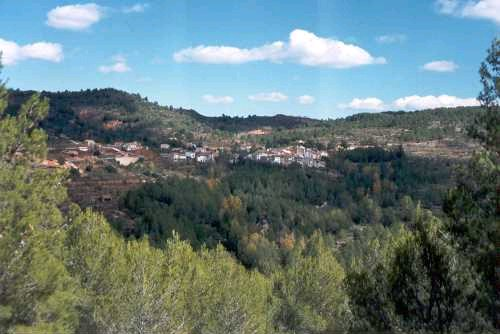
Los Calpes.

- Hogueras de San Antón.17 de enero. Se celebran el fin de semana más próximo.
- Pascua del Rollo. Festividad que se celebra 40 días después de Pascua y con gran arraigo en la zona. La gente se reúne para amasar los rollos de caridad y luego comer juntos.
- Fiestas de agosto. Del 1 al 8 de agosto. Fiestas de verano con verbenas, toros, actividades para niños, jotas, día de las Paellas en la que actualmente se culmina con una mojadina popular en la que todos los asistentes disfrutan de un bien tan preciado como abundante en esta población (El Agua) la cual corre a raudales por las calles del municipio, etc.
- Los Calpes. Del 7 al 15 de agosto se celebran las fiestas de verano.
- Los Cantos. Fiestas a mediados de agosto.
- Fiestas patronales. Septiembre. Se celebran en honor de San Mateo y la Virgen del Loreto. Hay toros, verbenas, concursos, cenas populares, jotas...
- Festividad de la Virgen de Loreto. Se celebra en diciembre. Tiene lugar una romería.

## Gastronomía
Las especialidades gastronómicas características de esta localidad se hallan recogidas en una recopilación editada por la Asociación Cultural Almajal de Puebla de Arenoso. Las más representativas son las gachas, las ollas (de invierno y verano), los arroces, los derivados del matacerdo (longanizas, morcillas, frituras), etc.